# Sk8.com.br
O sk8.com.br foi um site brasileiro sobre a prática de skate. O nome "Sk8" é pronunciado "sk" + "eight" ("oito", em inglês), mesma pronúncia em inglês da palavra "skate".

## História

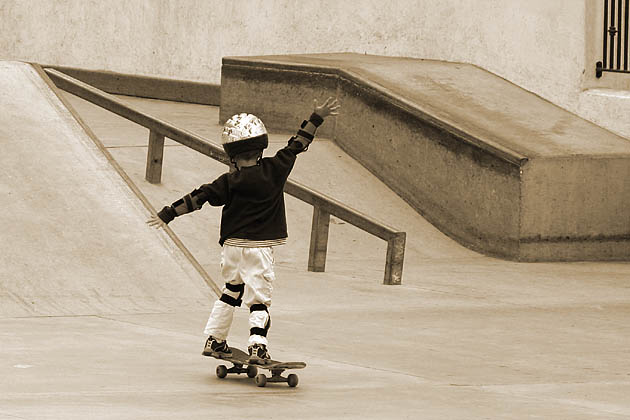
Criança andando de skate.

### Origem
Foi um dos primeiros sobre o tema no país, tendo alcançado popularidade por mostrar skatistas jovens iniciantes e o skate feminino na Internet, além de uma ampla divulgação desse esporte. Segundo a ESPN, é "um dos sites de skate mais acessados do Brasil". O site também oferece serviços como entretenimento, entrevistas, arte, música, cultura e ONGs relacionadas ao skate.

### 2000
O site foi criado em 8 de junho de 2000 na cidade de São Paulo, pela iniciativa de três amigos: Uriel Baesso do Prado, Rangel Rodrigues dos Santos e Pedro de Luna. Caracterizava-se pelo emprego de ferramentas com recursos dinâmicos, como chat em formato 3D, páginas em estilo de blog, jogos de skate, papéis de parede em 3D, entre outros. Em 21 de agosto de 2000 o caderno "Folhateen", do jornal Folha de S. Paulo deu uma nota sobre o site, chamando-o de "revista eletrônica", o caderno "MegaZine", do jornal O Globo, publicou um texto mencionando o site. No mesmo ano fez a cobertura do evento Vans Vert Pro Skate Contest que aconteceu em 21 de setembro de 2000 no Parque do Ibirapuera, em São Paulo.

### 2004
Em 26 de julho de 2004 o site e toda a equipe de colaboradores foram reformulados, com isso, retornou com um layout simples, apenas para divulgar o skate. Em 29 de outubro de 2006 Uriel e Rangel reataram para um novo site.

### 2006
O site faz dicionário de skate, para esclarecimento e compreensão de termos utilizados pelas pessoas ligadas a esse movimento.

### 2007
Em abril de 2007 o Sk8 lançou a assinatura de carteira de trabalho para os skatistas e a marca FreeDay, em junho do mesmo ano, registrou os primeiros skatistas, com direito a um salário mensal e a outros benefícios.

### 2008
Em 2008 o site, ONGs, Confederação Brasileira de Skate e skatistas, num total de vinte pessoas relacionadas ao skate, discutiram políticas em relação à importância do Governo Federal em relação ao skate brasileiro. Nessa mesma reunião deu-se importância ao Bolsa Atleta.
Nesse mesmo ano, Pedro de Luna escreveu o roteiro de uma história em quadrinhos sobre skate, para uma edição do Almanaque Maluquinho que também continha histórias sobre outros esportes.

### 2009
Na Oi Megarrampa de 2009 o site foi convidado pela Oi Acontece para fazer a cobertura.

### 2010
Em 2010 o site completou uma década no ar.

## Prêmios
- O site concorreu em 2002 ao prêmio iBest,[11] ficando entre os "Top 10" na categoria "Pessoal Esportes".

## Videografia no skate
- Participou do programa de televisão Almanaque, na Globo News, em uma matéria de trinta minutos.
- Em 16 de agosto de 2010 o programa Login, da TV Cultura, na edição Skate e Cubo Mágico indicou o site como referência para mundo do skate.[12]

## Público
Público de todas as idades que se relacionam com skate e suas culturas. As publicações possuem classificação livre a todas idades.

## Missão
Segundo os editores, em seu atual projeto editorial, o site dedica-se a proporcionar ao leitor informações e entretenimento a tudo que é relacionado à cultura do skate, em nome da divulgação e fortalecimento do esporte no mundo, como matérias feitas em outros países e em todo território nacional.